# Obrenovac
Obrenovac (serbisch-kyrillisch Обреновац; deutsch Obrenowatz) ist eine Stadt in der Metropolregion von Belgrad, Serbien. Sie ist Verwaltungssitz der Gradska opština Obrenovac.
Die Stadt liegt circa 30 Kilometer südwestlich von Belgrad in der Nähe der Flüsse Save und Kolubara.

## Persönlichkeiten
- Aleksandar Ranković (Politiker)
- Živko R. Adamović (1923–1998), Entomologe und Ökologe
- Milan Stanković (* 1987), Sänger